# Shotcut
Shotcut — свободный видеоредактор для FreeBSD, Linux, macOS и Windows. Разработку начал в 2011 году Dan Dennedy с помощью фреймворка Media Lovin' Toolkit, автором которого является он же.

## Описание
Shotcut поддерживает множество видео, аудио и графических форматов благодаря FFmpeg. Он использует шкалу времени для нелинейного редактирования из нескольких дорожек, которые могут состоять из файлов различных форматов.